# Bernhard Weissenborn (Historiker)
Bernhard Weissenborn (* 5. November 1877 in Halle/Saale; † 15. Januar 1954 in Halle/Saale) war ein deutscher Historiker und Bibliothekar.

## Leben und Wirken
Bernhard Weissenborn besuchte das Stadtgymnasium Halle und legte dort seine Reifeprüfung ab. Anschließend studierte er Evangelische Theologie, Geschichte, Geographie und Hebräisch an der Universität Halle und promovierte dort 1900. Ein Jahr später (1901) legte er das Staatsexamen für den höheren Schuldienst ab. Im gleichen Jahr trat er, zunächst als Volontär an der Universitätsbibliothek Halle, in den wissenschaftlichen Bibliotheksdienst ein und legte 1903 an der Staats- und Universitätsbibliothek Göttingen die Fachprüfung hierfür ab. Es folgten bibliothekarische Tätigkeiten zunächst an der Universitätsbibliothek Halle, der Universitätsbibliothek Münster (1904 bis 1906) und der Staats- und Universitätsbibliothek Göttingen (1906 bis 1910). Seit 1910 war er dann wieder an der Universitätsbibliothek Halle tätig.
Von 1904 bis 1906 war Weissenborn außerdem Mitarbeiter der Monumenta Germaniae Paedagogica.
Er gehörte mehreren historisch-wissenschaftlichen Vereinigungen an, wie etwa der Akademie gemeinnütziger Wissenschaften zu Erfurt. In seinen Veröffentlichungen beschäftigte er sich vor allem mit der Geschichte der Stadt und Universität Halle-Wittenberg, außerdem mit dem Komponisten Georg Friedrich Händel. 

## Schriften (Auswahl)
- Die Elbzölle und Elbstapelplätze im Mittelalter. Kaemmerer, Halle/S. 1901 (Dissertation Universität Halle).
- Die Cröllwitzer Papierfabrik in den zweihundert Jahren ihres Bestehens nebst Nachrichten über ihre Vorgängerin, die hallische Papiermühle 1714–1914. Halle/S. 1914.

- Die Universität Halle-Wittenberg (= Stätten der Bildung, Bd. 2). Furche-Verlag, Berlin 1919.
- Halles Anteil an der deutschen Händelpflege. In: Hallisches Händelfest 1922. Karras & Koennecke, Halle 1922, S. 70–95.
- Der Bücheretat der größeren deutschen Bibliotheken im Jahre 1913. In: Zentralblatt für Bibliothekswesen, Bd. 40 (1923), S. 280–292.
- Oscar Dietrich Papierfabriken Weißenfels an der Saale 1875–1925. Nebst einer ausführlichen Geschichte der an ihrer Stelle einst befindlichen Brückenmühle. Weißenfels 1925.
- Geschichte des Schützenwesens in Halle und im besonderen der Halleschen Stadtschützen-Gesellschaft. Gebauer-Schwetschke, Halle 1929.
- Vereinigte Friedrichs-Universität Halle-Wittenberg. In: Michael Doeberl (Hrsg.): Das akademische Deutschland. Bd. 1. Weller, Berlin 1930, S. 181–198.
- Die Bibliothek des Christian Thomasius. In: Max Fleischmann (Hrsg.): Christian Thomasius. Leben und Lebenswerk (= Beiträge zur Geschichte der Universität Halle-Wittenberg, Bd. 2). Niemeyer, Halle 1931, S. 423–452.
- (Bearb.): Christian G. Runde / Rundes Chronik der Stadt Halle 1750–1835. Gebauer-Schwetschke, Halle (Saale) 1933.

- (Bearb.): Academiae Vitebergensis. Jüngere Reihe. T. 1: 1602–1660 (= Geschichtsquellen der Provinz Sachsen und des Freistaats Anhalt, Bd. 14 und 15). Selbstverlag der Historischen Kommission, Magdeburg 1934.
- Das Händelhaus in Halle. Die Geburtsstätte Georg Friedrich Händels (= Schriftenreihe des Händelhauses in Halle, H. 3). Kallmeyer, Wolfenbüttel 1938.
- (Hrsg.): Quellen, Untersuchungen und Darstellungen zur Geschichte von Halle und Wettin. Theo Sommerlad zur Vollendung des 70. Lebensjahres gewidmet von einem Kreise von Mitgliedern des Geschichtsvereins. Gebauer-Schwetschke, Halle (Saale) 1938.
- Der hallische Handschriftenschatz in Auswahl. Eine Übersicht. Gebauer-Schwetschke, Halle (Saale) 1939.
- (Hrsg.): 400 Jahre Hallisches Büchersammeln. Gesellschaft der Bibliophilen, Weimar 1939.
- Der Thüringisch-Sächsische Verein für Erforschung des Vaterländischen Altertums und Erhaltung seiner Denkmale. Gebauer-Schwetschke, Halle (Saale) 1939.
- Zwei bekannte und eine unbekannte Leichenpredigt aus Händels Familienkreis – an unbekannter Stätte. In: Thüringisch-sächsische Zeitschrift für Geschichte und Kunst, Bd. 27 (1940), S. 81–86.
- Die Wittenberger Universitätsbibliothek (1547–1817). In: Kurt Aland u. a.: 450 Jahre Martin-Luther-Universität Halle-Wittenberg. Bd. 1. Martin-Luther-Universität, Halle 1952, S. 355–376.